# Lista episoadelor din Beyblade
Această listă reprezintă episoadele primului sezon din serialul Beyblade.

## Lista episoadelor
1. The Blade Raider
2. Day of the Dragoon
3. Take it to the Max!
4. The Qualifier Begins
5. Draciel of Approval
6. Dragoon Storm
7. Thirteen Candles
8. Bladin' in the Streets
9. Showdown in Hong Kong
10. Battle in the Sky
11. Bye Bye Bit Beast
12. Adios Bladebreakers
13. Crouching Lion, Hidden Tiger
14. Competitia a inceput
15. Lupta pentru medalia de aur
16. Dusmanul meu,Prietenul meu
17. Reglari de conturi
18. S-a nascut o stea
19. La microscop
20. Totul este relativ
21. Antrenamentul este mama perfectiunii
22. Blading cu vedete
23. Infruntare in Vegas
24. Viva Las Vegas
25. Autostrada groazei
26. Catch a Shooting All-Star
27. The Battle of America
28. Bottom of the Ninth
29. Play it Again, Dizzi
30. Cruising For A Bruising
31. London Calling
32. Darkness at the End of the Tunnel...
33. Last Tangle in Paris
34. Art Attack
35. When in Rome... Beyblade!
36. Déjà vu all Over Again
37. A Knight to Remember!
38. Olympia Challenge
39. A Majestic Battle... a Majestic Victory?
40. Hot Battle in a Cold Town
41. Out of the Past
42. Drawn to the Darkness
43. Live and Let Kai!
44. Losing Kai
45. Breaking the Ice
46. First Strike
47. A Lesson for Tyson
48. Victory in Defeat
49. A Wicked Wind Blows
50. New and Cyber-Improved...
51. Final Showdown